# Miliutinski
Miliutinski (del ruso: Милютинский) es un jútor del raión de Krymsk del krai de Krasnodar, en Rusia. Está situado en las vertientes septentrionales del extremo de poniente del Cáucaso Occidental, en la cabecera de un pequeño afluente del río Kudako, afluente del Adagum, de la cuenca del Kubán, 16 km al noroeste de Krymsk y 96 km al oeste de Krasnodar. Tenía 47 habitantes en 2010
Pertenece al municipio Moldavanskoye.